# アスティ (企業)

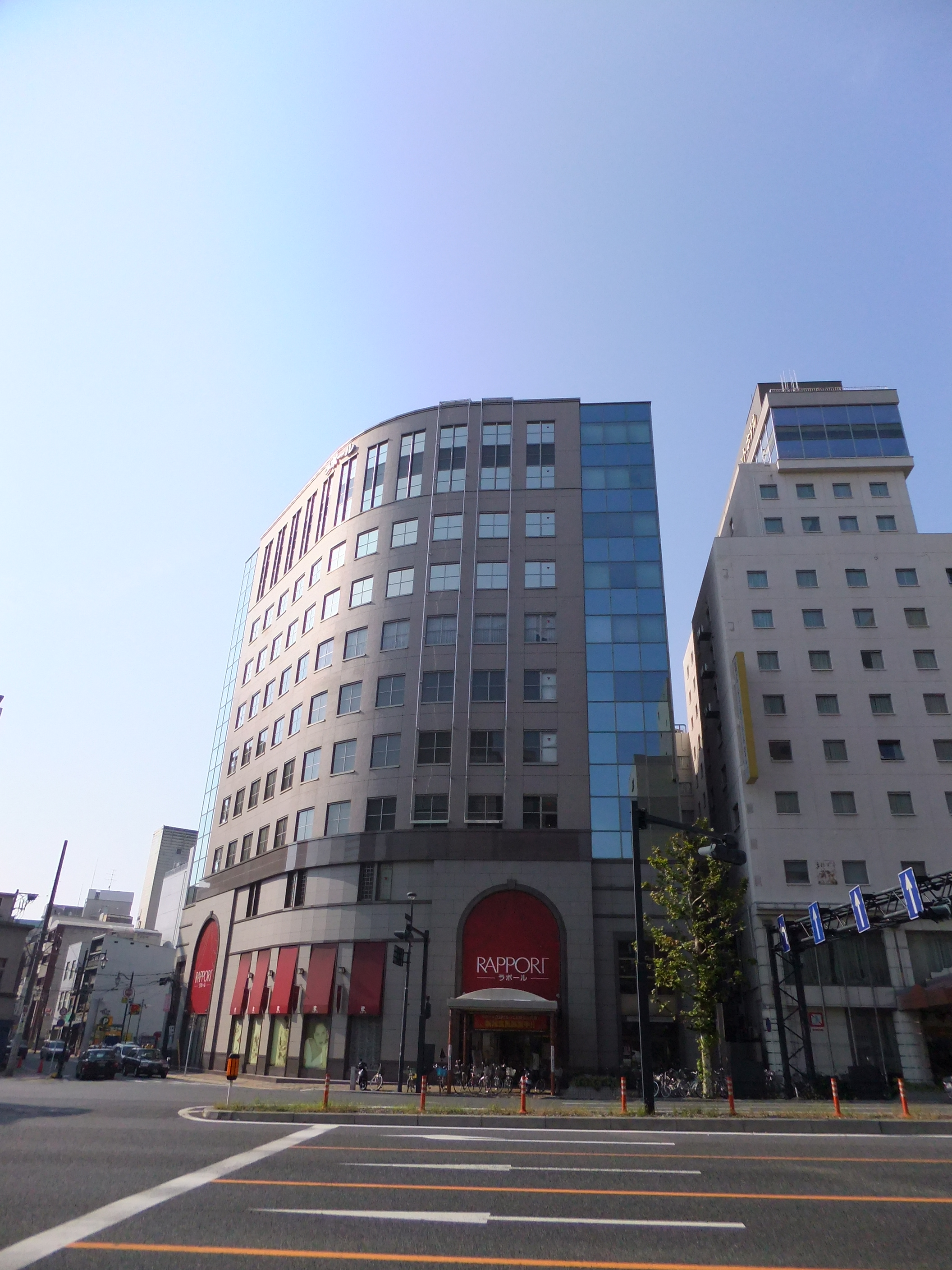
ラポール

株式会社アスティ（英語: AS'TY, Inc.）は、広島県広島市に本社を置く、衣料品・アクセサリーなどアパレル全般の製造・卸売を手がける企業。現在の会社は持株会社となったヨンドシーホールディングス（旧・株式会社アスティ）の会社分割により誕生した事業会社である。
主業の卸売りのほか広島市南区京橋町（広島駅前）で会員制小売事業のアパレルビル「ラポール」を所有・運営する。
エフ・ディ・シィ・プロダクツ (FDCP) やフジなど、親会社より規模が大きい子会社を有した。

## 概要
1946年（昭和21年）に広島駅前でオークションを始め、軍払い下げの商品を5と10が付く日など日付を限定して商売した。1949年（昭和24年）9月から販売統制が緩み1950年（昭和25年）4月に概ねの統制が解除されると、5月に会社を立ち上げて問屋を開業した。
1967年（昭和42年）に小売り子会社のフジを設立して愛媛県に1号店を出店した。

## 沿革
- 1950年（昭和25年）5月18日 - 広島市稲荷町に十和織物株式会社（とおわおりもの）を設立（資本金200万円）。
- 1951年（昭和26年）2月 - 商号を十和株式会社（とおわ）に変更。
- 1952年（昭和27年）11月 - 本社を広島市京橋町に移転。
- 1967年（昭和42年）9月 - 愛媛県松山市にチェーンストアを手がける株式会社フジを設立。
- 1969年（昭和44年）5月 - 本社を広島市宝町（現在のフジグラン広島がある地）に移転。
- 1972年（昭和47年）12月 - 広島証券取引所上場。
- 1978年（昭和53年）8月 - 駅前十和（現・ラポール）を開店。
- 1980年（昭和55年）5月 - 本社を現在地に移転。
- 1986年（昭和61年）4月 - ジュエリー等を手がける株式会社エフ・ディ・シィ・プロダクツを設立。
- 1991年（平成3年）9月 - 商号を株式会社アスティに変更。
- 2000年（平成12年）月1日 - 広島証券取引所廃止に伴い、東京証券取引所2部に上場替え。
- 2006年（平成18年）9月1日 - 株式交換によりエフ・ディ・シィ・プロダクツをアスティの完全子会社とし、会社分割により事業会社のアスティを設立。旧アスティは純粋持株会社の株式会社F&Aアクアホールディングスへ移行。
- 2013年（平成25年）9月1日 - 親会社の株式会社F&Aアクアホールディングスが、株式会社ヨンドシーホールディングスに商号変更。